# Antonio Vayas
Antonio Vayas Gutiérrez (Pesués, Cantabria, 1884 - Santander, 1937) fue un destacado político y líder sindical español.

## Biografía
Desde su localidad natal, Pesués (del municipio de Val de San Vicente ubicado en la costa occidental de Cantabria) se trasladó a la capital, Santander, junto a su familia, siendo todavía niño. En Santander se dedicó a la tipografía y se adentró en la política siendo miembro de la Agrupación Socialista y de la Sociedad de Impresores, Litógrafos y Encuadernadores de Santander desde el año 1902.
Fue fundador, junto con otros jóvenes (entre los cuales destaca Antonio Ramos) de la Juventud Socialista de Santander en abril de 1904. Antonio Vayas participó en las campañas y mítines sindicales que organizaron a los obreros montañeses durante las primeras décadas del siglo XX. 
En su faceta como propagandista, hizo un uso constante de los periódicos regionales para difundir el pensamiento socialista y hacer llegar a la opinión pública las posiciones defendidas por miembros de la UGT en la provincia de Santander. En este sentido, sus artículos periodísticos, o de pensamiento, fueron publicados tanto en medios afines a su ideología (El Socialista, La Gráfica, La Región, Recta y UGT de Castro) como en publicaciones de interés general (El Cantábrico o La Voz de Cantabria).
Apoyó la constitución de la Federación Obrera Montañesa, dirigiendo la mesa del congreso en el que quedó oficialmente instituida en el año 1922 y, más tarde presidiendo dicha organización de 1925 a 1927 y de nuevo en 1930. Además, fue uno de sus representantes en la Junta Provincial de Reformas Sociales a partir de 1926, también en la Delegación Local de Trabajo, en 1933 y, por otr lado, en el año 1927 fue elegido presidente de la sociedad de tipógrafos La Gráfica.
Antonio Vayas fue uno de los componentes del Comité Provincial de Huelga en el mes de agosto de 1917 con motivo de la huelga general. Debido a su participación fue encarcelado durante cuatro meses. De nuevo sería encarcelado en el año 1930 por participar y ser miembro del comité que organizó la huelga general de diciembre del mismo año. También formó parte de la dirección sindical que coordinó las acciones de los obreros en octubre de 1934, participación que le condujo, una vez más, a prisión.
Durante la guerra civil, ya en el año 1937 fue nombrado consejero de Obras Públicas en el Gobierno Interprovincial que presidió Juan Ruiz Olazarán, presidente del Consejo Regional como miembro del Frente Popular. 
Estuvo en el cargo hasta el momento de la evacuación de Santander el 24 de agosto de 1937. Antonio Vayas Gutiérrez se quedó en la ciudad y se desconocen los motivos que le impidieron abandonar la capital de la provincia, pero lo que sí se sabe es que fue asesinado al día siguiente, el 25 de agosto de 1937, al ser ocupada esta.